# Chettiarpatti
Chettiarpatti é uma panchayat (vila) no distrito de Virudhunagar, no estado indiano de Tamil Nadu.

## Demografia
Segundo o censo de 2001,  Chettiarpatti  tinha uma população de 13 508 habitantes. Os indivíduos do sexo masculino constituem 50% da população e os do sexo feminino 50%. Chettiarpatti tem uma taxa de literacia de 66%, superior à média nacional de 59.5%; com literacia masculina de 75% e feminina de 58%. 12% da população está abaixo dos 6 anos de idade.